# Qué tan lejos
Qué tan lejos es una película ecuatoriana, dirigida por Tania Hermida, narra la historia de Esperanza, una turista española que llega a Ecuador con la intención de conocer el país. Teresa, estudiante ecuatoriana, y que se le presenta como Tristeza, se le une mientras espera llegar a detener, en Cuenca, la boda de quien ella creía que era su enamorado. Haciendo aventón, en mitad de una huelga nacional, a veces solas y, en otras circunstancias, en compañía de otros, ambas mujeres emprenderán un singular viaje en el que aprenderán tanto de la otra persona como del país que las rodea. Pero sobre todo, se conocerán más profundamente a sí mismas.
Qué tan lejos fue bien recibida por la crítica y premiada en varias oportunidades. Como detalle a tener en cuenta, vale recordar el gran éxito cosechado en su país de origen, donde fue vista por más de 200 mil espectadores y permaneció en cartelera por más de 24 semanas  (tomando en cuenta que el cine ecuatoriano generalmente tiene poca taquilla en su país de origen). Entre los reconocimientos, cabe destacar el Zenith de Plata que obtuvo en el marco de la Competencia mundial de primeras obras del Festival Internacional de Cine de Montreal, Canadá.

## Argumento
Esperanza , una turista española , y Tristeza es una  estudiante ecuatoriana, se conocieron en el terminal de Quito en la unidad de buses
la cual se dirige hacia Cuenca, ellas  quiere llegar a cuenca   pero movidas por motivos diferentes. Tristeza quiere impedir el matrimonio del que ella consideraba que era su novio, un cuencano al que conoció en la playa; Esperanza, por su parte, busca llegar a Cuenca para seguir haciendo turismo por el Ecuador. 
En el camino, un paro nacional bloquea la carretera, por lo que deciden continuar el trayecto buscando alguien que las pueda llevar, por lo menos, al pueblo más cercano. Durante su trayecto, empezarán a conocerse entre ellas con mayor profundidad, así como también conocerán un poco más de Ecuador y su gente en un viaje que podría parecer singular; y que, sin embargo, intentaba reflejar la realidad ecuatoriana en los primeros años del siglo XXI.
Jesús (Pancho Aguirre) se cruza en el camino de las dos mujeres cuando se encontraban varadas en medio de la niebla, esperando por algún carro que las pueda acercar a su destino. Jesús también tiene como destino final la ciudad de Cuenca, a la que tiene que llegar para lanzar las cenizas de su abuelita al río Tomebamba. Pronto se descubre que él mismo está llevando las cenizas de su abuela bajo el brazo. Jesús se convierte en una especie de guía espiritual, sobre todo para Tristeza, cuya impaciencia por llegar a Cuenca crece al ver que, posiblemente, no llegue a tiempo para el matrimonio que quiere evitar.
Continúan recorriendo la carretera. Al llegar a Alausí, y cuando se cruzan en el pueblo con un motociclista que está yendo en dirección a Cuenca, Esperanza y Jesús deciden que sea Tristeza la que se adelante, pues coinciden en que ella es quien lleva más prisa. Ellos dos, por su parte, al llegar a Joyagshi, se encuentran con Juan Andrés (Fausto Miño), un quiteño de clase media alta que también se dirige a Cuenca porque tiene que llegar a la boda de su amigo. Juan Andrés, que está en automóvil, decide llevar a Jesús y a Esperanza hacia Cuenca.
En el pueblo de Zhud se vuelven a encontrar con Tristeza, y los cuatro se ven obligados a tomar un desvío para llegar a su destino. En el camino, Tristeza descubre que Juan Andrés está yendo a la misma boda que ella quiere impedir; y también descubre que, quien ella pensaba que era su novio, había sido enamorado, durante mucho tiempo, de la mujer con la que se iba a casar.
Por las complicaciones del paro nacional, terminan en la playa, donde se despiden de Juan Andrés. Después de una noche de tragos en la arena, Jesús, Tristeza y Esperanza logran emprender el camino a Cuenca en un bus. Cuando finalmente llegan Tristeza y Esperanza a la ciudad, Jesús ya se había bajado en una parada anterior, pero se había olvidado las cenizas de su abuelita en el asiento. Tristeza llega a la boda, solo para presenciar cómo su novio se casaba con otra; y finalmente, las dos mujeres que ya habían construido una especie de amistad, terminan lanzando las cenizas de la abuela de Jesús al río Tomebamba

## Rodaje y escenarios
La película fue filmada en diferentes parajes del Ecuador; paisajes como montañas, playas, y pueblos de ocho provincias ecuatorianas: Pichincha, Cotopaxi, Tungurahua, Chimborazo, Cañar, Azuay, Manabí, Guayas y donde actualmente es la provincia de Santa Elena

## Títulos internacionales
- : Qué tan lejos
- : A que distância
- : Si loin
- : How much further
- : How far?
- : Wie weit noch?

## Premios
Entre los premios que se destacan de Que Tan Lejos están: El Zenith de Plata para Primeras Películas del Festival Mundial de Cine de Montreal, el Premio Coral de Óperas Primas del Festival de Cine Latinoamericano de La Habana y la mejor película del Festival de Cine Latinoamericano de Sao Paulo, la mejor película del Festival FILMAR en Suiza.
Además, fue parte de la selección oficial de festivales de cine como el de Guadalajara y el AFI Fest en Los Ángeles.

## Curiosidades
- Cuando Tristeza se baja de la moto luego de recibir un aventón, éste establece un diálogo en quichua - sin subtítulos - con su amigo, diciéndole que estaba interesado en ella porque creía que era "gringa" y cuando se da cuenta de que no es gringa sino solo una quiteña "aniñada", se desinteresa.